# Marie Louis Emberger
Marie Louis Emberger (23 de janeiro de 1897 - 30 de novembro de  1969) foi uma botânica francesa.